# Saltugilia grinnellii
Saltugilia grinnellii är en blågullsväxtart som först beskrevs av August Brand, och fick sitt nu gällande namn av L.A. Johnson. Saltugilia grinnellii ingår i släktet Saltugilia och familjen blågullsväxter. Inga underarter finns listade i Catalogue of Life.